# 논리 볼륨 관리
논리 볼륨 관리(Logical volume management, LVM)는 기억 장치에서 볼륨을 저장하기 위한 기존 파티셔닝 방식보다 더 유연한 대용량 스토리지에 공간을 할당하는 방법을 제공한다. 특히, 볼륨 관리자는 잠재적으로 시스템 사용을 중단하지 않고 관리자가 크기를 조정하거나 이동할 수 있는 더 큰 가상 파티션으로 파티션(또는 일반적으로 블록 장치)을 연결하거나 함께 스트라이프하거나 결합할 수 있다.
볼륨 관리는 다양한 형태의 스토리지 가상화 중 하나일 뿐이다. 그 구현은 운영체제(OS)의 장치 드라이버 스택의 계층에서 이루어진다(저장 장치나 네트워크 내부가 아님).